# Rafael Solanic i Bàlius
Rafael Solanic i Bàlius (Barcelona 1895 - 9 de novembre de 1990) fou un escultor català.

## Biografia
Des del 1910 deixeble i ajudant de taller d'Esteve Monegal i Eusebi Arnau, alhora que estudiava a l'Escola Superior dels Bells Oficis, on cap al 1916 fou professor. Com a membre de l'escola noucentista, com els seus amics Frederic Marès i Enric Monjo i Garriga, practicà l'escultura tant com a aportació a l'arquitectura com a obra lliure, i participà en el Saló de Montjuïc de les Exposicions de Primavera de Barcelona del 1933 al 1935.
Treballà el marbre, el bronze, el gres, el ferro, els metalls i la fusta. Va fer obres per a l'esglésies nova de Lleida, Sant Pere de Rubí, el monestir de Montserrat, i l'església parroquial de l'Hospitalet de Llobregat, però també per a edificis i instal·lacions públics de Catalunya. Durant la Segona República Espanyola fou professor a la Mútua Escolar Blanquerna i de l'Escola Normal de la Generalitat i exposà individualment a la Sala Badrinas (1931 i 1941) i a les Galeries Syra (1933, 1934 i 1935) de Barcelona.
Després de la Guerra civil va guanyar una tercera medalla a l'Exposició Nacional de Madrid del 1943, i una d'or a la Nacional d'Arts Decoratives del 1949. Moltes de les seves obres són fetes en col·laboració amb el taller ceràmic dels germans Serra, amb els quals tenia vinculació familiar. Fou president del Cercle Artístic de Sant Lluc.
El 1986 va rebre la Creu de Sant Jordi.
El 2002 la seva filla va fer donació de bona part de la seva obra al Museu Frederic Marès de Barcelona. El fons personal de Rafael Solanic es conserva a la Biblioteca de Catalunya des del 2009.